# Catherine Dent
Catherine Grace Dent (14 de abril de 1965) es una actriz estadounidense, reconocida por interpretar el rol de Danielle Sofer en la serie de televisión The Shield.

## Carrera
Dent actuó en cine y televisión a principios de la década de 1990. Su primer largometraje fue la película de 1994 Nobody's Fool. En televisión, interpretó a Janice Talbert en One Life to Live y ha aparecido como invitada en varios programas de televisión, como The Pretender, Expediente X, El hombre invisible', Ley y Orden: Unidad de víctimas especiales, Los Soprano, Frasier, Anatomía de Grey, NCIS y El Mentalista.
Su papel decisivo llegó en 2002 como la oficial Danielle "Danny" Sofer en el drama de FX The Shield. En el cine ha actuado en Replicant (2001), The Majestic (2001) y 21 Gramos (2003).

## Filmografía

### Películas
| Año  | Título                     | Rol                | Notas            |
| ---- | -------------------------- | ------------------ | ---------------- |
| 1993 | A Girls' Guide to Sex      | Tracy Pixel        | Película para TV |
| 1994 | Nobody's Fool              | Charlotte Sullivan |                  |
| 1996 | Los Debutantes             | Mary Cat           | Corto            |
| 1997 | March 29th, 1979           | Jane Freedman      | Corto            |
| 1998 | Dangerous Proposition      | Laura              |                  |
| 1998 | Jaded                      | Lisa Heller        |                  |
| 2001 | Someone Like You           | Alice              |                  |
| 2001 | Replicant                  | Angie              |                  |
| 2001 | It What It Is              | Marley Weber       |                  |
| 2001 | Venomous                   | Susan Edmonton     |                  |
| 2001 | The Majestic               | Mabel              |                  |
| 2002 | Auto Focus                 | Susan              |                  |
| 2003 | 21 Gramos                  | Ana                |                  |
| 2005 | Phantom Below              | Claire Trifoli     | Película para TV |
| 2005 | The Unseen                 | Señora Lucille     |                  |
| 2007 | The Bad Son                | Ronnie McAdams     | Película para TV |
| 2008 | Sanctuary                  | Sarah Hanson       |                  |
| 2009 | Natalee Holloway           | Carol Standifer    | Película para TV |
| 2009 | Duress                     | Jenny              |                  |
| 2011 | Carjacked                  | Terapista          |                  |
| 2012 | Drew Peterson: Untouchable | Karen Chojnacki    | Película para TV |
| 2013 | Finding Neighbors          | Mary               |                  |
| 2014 | Guilty at 17               |                    | Película para TV |
| 2023 | Candy Cane Lane            | Lee                |                  |

### Series
| Año       | Título              | Rol         | Notas        |
| --------- | ------------------- | ----------- | ------------ |
| 2002-2008 | Al margen de la ley | Danny Sofer | 88 episodios |
| 2011-2012 | El Mentalista       | Susan Darcy | 6 episodios  |
| 2014-2014 | Gang Related        | Ellis       | 6 episodios  |